# Động đất Sumatra 2009
Trận động đất Sumatra tháng 9 năm 2009 xảy ra ở Sumatra, Indonesia, vào lúc 17:16:10 giờ địa phương ngày 30 tháng 9 năm 2009 (10:16:10 giờ UTC, ngày 30 tháng 9). Trận động đất có độ lớn 7,6 tương đương với độ lớn của trận động đất San Francisco 1906, động đất Quetta 1935, động đất Gujarat 2001, và động đất Kashmir 2005. Chấn động nằm ngoài biển cách Padang, Sumatra, Indonesia 50 km về phía tây-tây bắc, cách Pekanbaru, Sumatra, Indonesia 225 km về phía tây nam, cách Kuala Lumpur, Malaysia 475 km về phía nam-tây nam và Jakarta, Java, Indonesia 960 km về phía tây bắc. Ít nhất 770 người bị thiệt mạng do động đất và hàng ngàn người bị mắc kẹt trong các đống đổ nát.
Một trận động đất khác có độ lớn 6,6 Mw tấn công vào tỉnh Jambi miền trung Sumatra vào lúc 08:52:29 giờ địa phương ngày 1 tháng 10 năm 2009, ở độ sâu 15 km và cách Sungaipenuh, tỉnh Jambi 46 km về phía đông nam.

## Tổng quan
Indonesia nằm trong dải hoạt động địa chấn gọi là "vành đai lửa Thái Bình Dương". Thành phố Padang có dân số 900.000, là thủ phủ của tỉnh Tây Sumatra. Nó nằm trên một đới đứt gãy đang hoạt động mạnh nhất thế giới chạy song song với "vành đai Lửa", nơi gặp nhau của mảng Ấn-Úc và mảng Á-Âu thường xuyên tao ra động đất.

## Ảnh hưởng

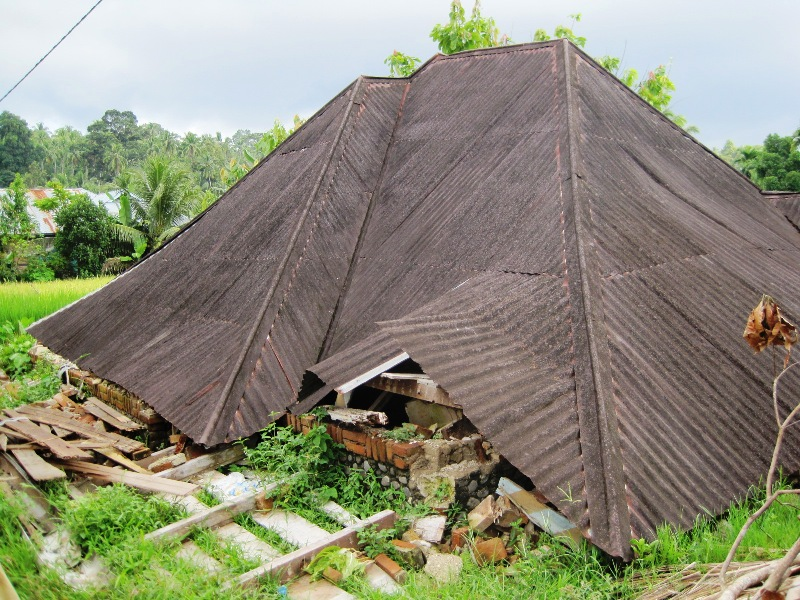
Một căn nhà bị phá hủy ở Khu Padang Pariaman

Các chấn động từ trận động đất lan rộng đến Jakarta, Malaysia và Singapore. Cơ quan quản lý các tòa nhà cao tầng ở Singapore đã sơ tán nhân viên của họ.
Báo động sóng thần được loan báo và có một số báo cáo về thiệt hại nhà và cháy. Các khách sạn ở Padang bị phá hủy và thông tin liên lạc với thành phố bị cắt đứt.
Kên truyền hình địa phương Metro TV đưa tin, các vụ cháy ở Padang làm cho dân chúng hoản loạn và chạy ra đường. Các đội cứu hộ gần đó thuộc Cơ quan Tìm kiếm và Cứu hộ quốc gia đã triển khai lực lượng đến Padang. Các tòa nhà lớn bị sụp đổ trong trận động đất. Cũng có báo cáo rằng các đường ống dẫn nước ở Padang bị vỡ gây ngập lụt đường phố. Một số báo cáo nêu rằng có ít nhất 2 bệnh viện và 7 trường học bị sập đổ do động đất. Các đường phố và cầu cũng bị phá hủy và trượt đất đã làm gián đoạn đường dây điện, một số trường hợp gây cháy.
Mái của sân bay quốc tế Minangkabau của Padang sụp đổ do động đất; một phi công miêu tả sân bay là "không thể đến được".

## Ứng cứu

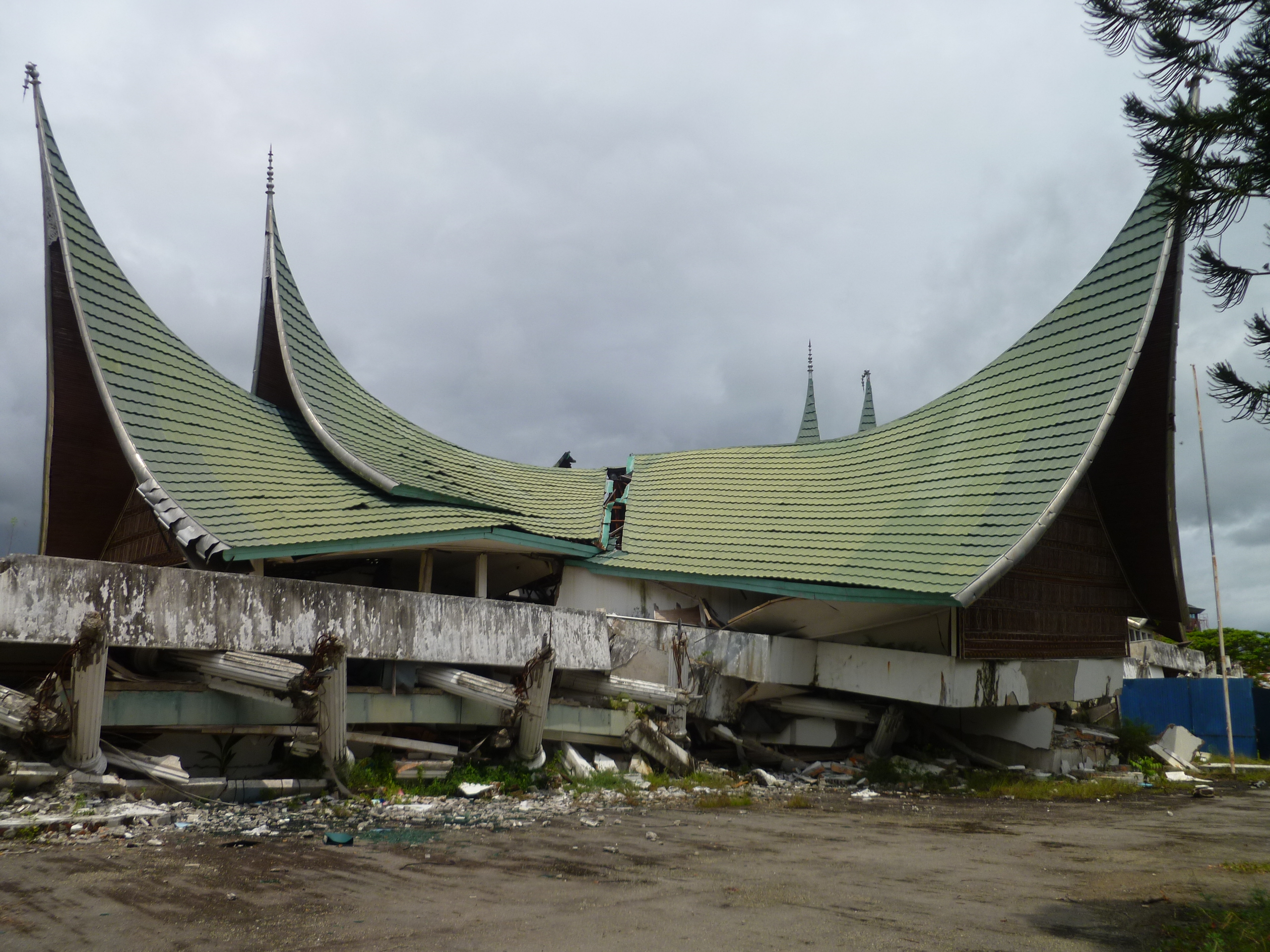
Tòa nhà chính phủ bị phá hủy tại thành phố Padang

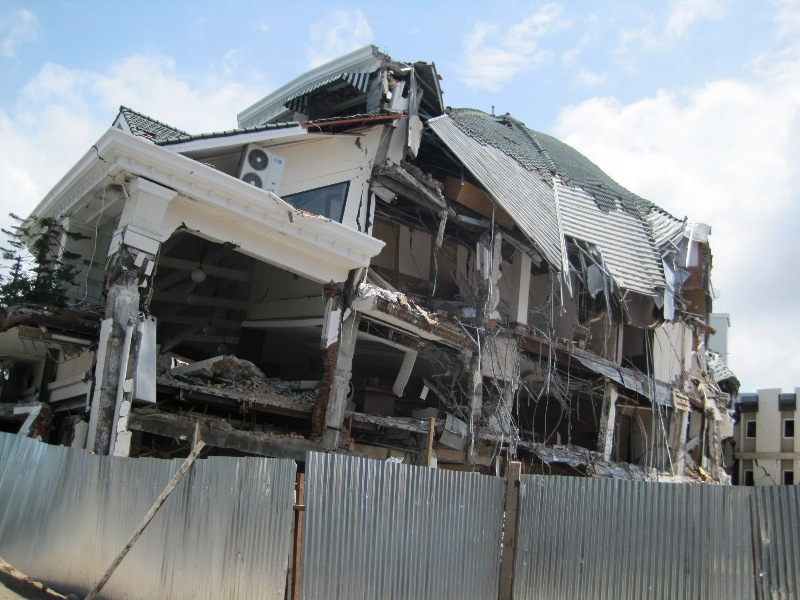
Khách sạn Ambacang sau trận động đất

Phó Tổng thống Indonesia, Jusuf Kalla, cho rằng số người chết có thể tăng nhiều do một số lớn người dân còn bị mắc kẹt trong các tòa nhà bị sụp đổ. Chính quyền thông báo rằng một số nhóm khắc phục thảm họa được đưa đến Padang mặc dù phải mất vài giờ mới đến được các vùng xa xôi.
World Vision, Oxfam, IFRC và Mercy Corps đồng ý đưa các đội cứu hộ khẩn cấp đến các khu vực bị tàn phá ở Padang để đánh giá nhanh về tình hình thảm họa.

## Các dư chấn
Danh sách sau chỉ liệt kê các dư chấn có độ lớn 5,5 trở lên. Chấn động chính có độ lớn 7,6 Mw được tô màu xanh đậm.
| Date (YYYY-MM-DD) | Time (UTC) | Latitude | Longitude  | Depth            | Magnitude |
| ----------------- | ---------- | -------- | ---------- | ---------------- | --------- |
| 2009-09-30        | 10:16:09   | 0.789° S | 99.961° E  | 80 km (50 mi)    | 7.6 (Mw)  |
| 2009-09-30        | 10:38:54   | 0.717° S | 100.070° E | 104,2 km (65 mi) | 5.5 (Mw)  |